# Ricardo Wall
Richard Wall, comunemente indicato anche come Ricardo Wall (Nantes, 15 novembre 1694 – Granada, 26 dicembre 1777), è stato un militare, diplomatico e politico irlandese al servizio della Spagna.

## Biografia

### I primi anni
Wall apparteneva ad una famiglia originaria di Kilmallock, nella Contea di Limerick, ma nacque a Nantes in Francia dove la famiglia si era dovuta rifugiare fuggendo dai domini inglesi in quanto era stata perseguitata per essere giacobita. Egli venne battezzato due giorni dopo la sua nascita nella locale chiesa di San Nicola, in pessime circostanze. Suo padre, Matías Wall, anziano ufficiale delle armate di Giacomo II d'Inghilterra (nel reggimento Fitz-James), era assente a tale sacramento. La sua famiglia viveva in una casa contadina presso un parente, probabilmente Gilbert Wall.
Nulla sappiamo dei suoi primi anni dal momento che i primi dati certi relativi alla sua persona si trovano attorno al 1710, quando venne ricevuto come paggio alla corte della Duchessa d'Étampes, Maria Anna di Borbone-Condé, il cui padre era Enrico III Giulio di Borbone-Condé, figlio maggiore di Luigi II di Borbone-Condé.
Nuovamente lo troviamo al servizio della Duchessa di Vendôme quando nel 1710 ella sposò Luigi Giuseppe di Borbone-Vendôme, nipote illegittimo di Enrico IV di Francia e di Gabrielle d'Estrées, uno dei principali comandanti della battaglia di Villaviciosa che si era combattuta proprio in quell'anno. Alcuni anni dopo, nel 1716, egli lasciò la Francia ed entrò al servizio della Spagna prendendo servizio a corte grazie ad una lettera di raccomandazione inviata dalla Duchessa di Vendôme al primo ministro, il cardinale Giulio Alberoni.

### La carriera militare
Ricardo (come divenne sempre più noto) entrò nella Compagnia Reale dei Cadetti Navali ("Colegio Real de Guardiamarinas"), fondato a Cadice dall'allora primo ministro spagnolo José Patiño nel 1717, dove ottenne il diploma. Immediatamente dopo egli si imbarcò sulla Real San Felipe (dotata di ben 74 cannoni), sotto il comando dell'Ammiraglio Gaztañeta. Con questa nave egli partecipò alla campagna di Sicilia (1718) fino al collasso della flotta spagnola nella battaglia di Capo Passero. Dopo il disastro, entrò nella fanteria spagnola irlandese nel reggimento d'Hibernia, sotto il comando del Marchese de Lede. Egli prese parte a nuove campagne terrestri in azioni a Milazzo e Francavilla- Nella successiva campagna di Ceuta (1720-21) divenne aiutante di campo del Marchese, ed alla fine venne promosso Capitano del reggimento di Batavia (dragoni).
Nel 1727, Wall accompagnò il Duca di Liria, James FitzJames, II duca di Berwick, (1696 - 1738),  (anch'egli di origine irlandese) in ambasceria in Russia. Secondo le memorie del Duca egli era "un uomo nel quale riporre grande confidenza, al quale lego il mio cuore e le mie sfortune, e sono sicuro che le parole non vadano perdute con lui". Il Duca di Liria era anch'egli nato in Francia a Sanit Germain-en-Laye, nel 1696. ed era figlio di James FitzJames, I duca di Berwick, discendente a sua volta da Giacomo II d'Inghilterra.
La pubblicità che il Duca fece a Wall, basata essenzialmente sulla solidarietà delle origini e sugli ideali comuni, rilanciò la carriera militare del giovane. Egli venne contattato dal re di Prussia il quale lo insignì dell'Ordine della Generosità e lo propose come ambasciatore spagnolo a Berlino ma il progetto non ebbe seguito. Wall ebbe così un primo contatto con i diplomatici del mondo di allora come gli ambasciatori a Parma, Vienna, Dresda, Berlino, Sanpietroburgo.
Egli fece ritorno in Spagna nel 1729. Tra il 1732 ed il 1734, egli prese parte ad una spedizione in Toscana con lo scopo di legittimare il Principe Carlo di Spagna al trono di Parma. Poco dopo egli prese parte alla Guerra di Successione polacca e nello specifico alla Battaglia di Napoli (1734-35), distinguendosi in alcune azioni a Capua, Messina e Siracusa.
Nel 1737 divenne Cavaliere dell'Ordine di Santiago de Compostela e nel 1741 ricevette in seconda istanza l'Encomienda (signoria) di Peñausende, che includeva i villaggi di Peñausende, Peralejos de Abajo, Saucelle, Saldeana e Barrueco Pardo. Nel 1740 ottenne il controllo del Reggimento di Dragoni di Francia, al quale ebbe il diritto di apporre le proprie armi e le insegne della propria famiglia.
Nominato Feldmaresciallo nel 1744, egli prese parte alle operazioni della campagna di Lombardia nell'ambito della Guerra di Successione austriaca. Brigadiere nel 1747, egli approfittò di questa campagna per stabilire relazioni d'amicizia con i più importanti cortigiani del suo tempo tra i quali spiccava Fernando de Silva, XII Duca di Alba.
Dopo essere stato ferito in un'azione a Piacenza (1746) abbandonò definitivamente la carriera militare per dedicarsi alla diplomazia. Nel maggio del 1747 venne nominato per una missione temporanea per questioni di guerra nella Repubblica di Genova. Poche settimane dopo il nuovo Primo Ministro spagnolo, José de Carvajal y Lancaster, intimo amico di Huescar, lo pose quale ambasciatore a Londra.

### Ambasciatore a Londra
Il ruolo di Ambasciatore a Londra fu per Ricardo Wall un vero e proprio ruolo di agente segreto in quanto egli aveva di fatto il compito di programmare una pace segreta separasta con la Gran Bretagna. Ma dopo il suo arrivo, alla fine di settembre, Wall incontrò serie difficoltà derivate dall'antipatia dei ministri inglesi per via della sua discendenza inglese e per le sue tendenze filo-giacobite. Qui inoltre egli incontrò l'opposizione del Marchese di Tabuérniga, un rifugiato politico che aveva per lungo tempo desiderato l'incarico concesso ora a Wall. Anche se la missione fallì, Wall rimase ad ogni modo a Londra e Tabuerniga ottenne di essere rimpatriato.
A Londra egli alloggiò in una casa presso Soho, l'allora quartiere della moda della città, ove egli condusse un'intensa vita sociale. Qui Van Loo gli fece un famoso ritratto (oggi alla National Gallery di Dublino), e commissionò un San Giacomo al Tiepolo per la cappella della sua chiesa privata (oggi al Museo delle Belle Arti di Budapest), oltre a sponsorizzare personalità del calibro di Tobias Smollett, che gli dedicò la traduzione del Don Chisciotte in inglese la cui edizione del 1755 è dedicata a Wall.

### Primo Ministro di Spagna
Nel 1754 Wall venne richiamato da Londra a divenire Ministro degli Esteri in Spagna, dopo la morte di José de Carvajal y Lancaster. Alcuni mesi dopo egli giocò un ruolo fondamentale nel contenzioso con Zenón de Somodevilla y Bengoechea, Marchese di Ensenada, aiutando Huescar e l'ambasciatore Benjamin Keene. Egli mantenne tale posizione sino al 1763.
Durante le prime fasi della Guerra dei Sette anni (1756-1763) egli insisté per tassare la permanenza di navi inglesi nelle acque spagnole anche se sovente si rivolgeva con credibilità e volontà di aiuto proprio ai ministri inglesi. Come straniero venne più volte sospettato di complotto ai danni della Spagna e fu oggetto incessante degli attacchi del partito filofrancese.
Il nuovo re, Carlo III, mantenne Wall nel suo incarico. Quando venne dichiarata guerra alla Spagna nel 1761 il ministro fu proprio il portavoce della politica del re, ma egli confessò all'ambasciatore inglese, Lord Bristol, che in questo egli vedeva il fallimento di una politica pacifista che era intenzionato a perseguire. Le strette relazioni di Carlo III con la casata francese dei Borbone di Francia, indebolì però sempre più la sua influenza in Spagna.
Attraverso la sua politica, però, Wall ebbe il merito di attirare dalla parte della Spagna grandi clienti che sopravvissero anche dopo la sua morte e che recarono sempre maggiori ricchezze al regno, tra i quali si riscontravano il Marchese Grimaldi, il Conte di Aranda, il Conte di Campomanes, Manuel de Roda y Arrieta, la famiglia Pignatelli d'Aragona e i Conti di Fuentes, oltre ai de Funes de Villapando ed ai Conti di Ricla. Altri ancora erano di tendenze filoirlandesi come Don Alejandro O'Reilly, il Conte di Mahony, Peter Lacy, Diego Purcell, Diego Nangle, Pedro Fitz-James Stuart, Ambrosio O'Higgins, William Bowles, Bernardine Ward e Carlos McCarthy.

### Gli ultimi anni
Ritiratosi dalla vita politica pienamente soddisfatto, il re gli garantì a vita il feudo della corona conosciuto come Soto de Roma, presso Granada, che venne poi concesso a Manuel de Godoy, ed infine dato al Duca di Wellington.
Wall visse gli ultimi anni della sua vita in tranquillità e morì il 26 dicembre 1777, non essendosi mai sposato e non avendo lasciato alcun erede. Il suo parente più stretto, il cugino Eduardo Wall, sposò la contessa di Armildez a Toledo e i loro discendenti si imparentarono con i conti di Fuentes e con quelli di Floridablanca.